# پیز چالچاگن
پیز چالچاگن (به لاتین: Piz Chalchagn) یک کوه در سوئیس است که در کانتون گراوبوندن واقع شده‌است. پیز چالچاگن ۳٬۱۵۴ متر بالاتر از سطح دریا واقع شده‌است.